# Lispe leucocephala
Lispe leucocephala är en tvåvingeart som beskrevs av Friedrich Hermann Loew 1856. Lispe leucocephala ingår i släktet Lispe och familjen husflugor. Inga underarter finns listade i Catalogue of Life.